# Ouadjet
 (mars 2020).
Si vous disposez d'ouvrages ou d'articles de référence ou si vous connaissez des sites web de qualité traitant du thème abordé ici, merci de compléter l'article en donnant les références utiles à sa vérifiabilité et en les liant à la section « Notes et références ».
Dans la mythologie égyptienne, Ouadjet (appelée également Bouto (Βουτώ / Boutố) ou Outo (Οὐτώ / Outố) en grec) est une déesse cobra originaire de la ville de Bouto (Dessouk) au nord du delta du Nil. Elle est la protectrice de la Basse-Égypte.
Dans son rôle de protectrice du pharaon, elle est associée à la déesse vautour Nekhbet symbole de Haute-Égypte. Elles forment ensemble le symbole redondant des Deux Terres (le nord et le sud) réunies au nom de pharaon. Elles étaient toutes deux présentes sur le diadème du roi. Sur les parois des temples et des tombeaux, elle apparaissait sous les traits d'une femme portant la couronne rouge de Basse-Égypte.
Toujours aux côtés de la déesse vautour Nekhbet, elles sont « les deux maîtresses » (ou « les deux dames ») introduisant le nom de Nebty, deuxième nom de la titulature des pharaons.
Identifiée à l'Œil de Rê (Uræus), elle est représentée de deux manières :
- sous la forme d'un cobra dressé qui, au front du roi, menace de cracher le feu sur ses ennemis ;
- ou coiffée de la couronne rouge du Nord.

Ouadjet apparaît aussi, à la Basse époque, sous la forme d'une femme à tête léontocéphale dans une série de bronzes de la XXVIe dynastie. La série est aussi composée de statues d'Horus, qui est ici considéré comme le fils de Ouadjet. Les décors des trônes sur lesquels sont assis les divinités reprennent les thèmes de l'unification de l'Égypte et l'enfance d'Horus dans les marais situés près de Bouto.
Hérodote l'assimilait à la déesse grecque Léto.